# Teodino Sanseverino
Pour les articles homonymes, voir Sanseverino (homonymie).
Teodino Sanseverino, né en Campanie, Italie,  et mort le 18 août  1099, est un  cardinal italien de l'Église catholique. Il est membre de l'ordre des bénédictins du Mont-Cassin.

## Biographie
Sanseverino est abbé de l'abbaye du Mont-Cassin. Le pape Alexandre II l'appelle à Rome. 
Il est créé cardinal-diacre en 1062 par Alexandre II. Le cardinal Bruno de Segni conçoit le Translatio S. Stephani à sa demande. Sansevero rejoint l'obédience de l'antipape Clément en 1084, mais il est absous du schisme avant sa mort en 1099.